# Oulad Said
Oulad Said (àrab اولاد سعيد) és una comuna rural de la província de Settat de la regió de Casablanca-Settat. Segons el cens de 2014 tenia una població total de 9.271 persones.